# Eustrotia fascialis
Eustrotia fascialis är en fjärilsart som beskrevs av George Francis Hampson 1894. Eustrotia fascialis ingår i släktet Eustrotia och familjen nattflyn. Inga underarter finns listade i Catalogue of Life.